# اندیس آب تلخو
آب تلخو یک اندیس فلزی است که در حوالی شهر میناب استان کرمان قرار دارد و مادهٔ معدنی موجود در آن، مس است.سنگ میزبان این اندیس شیست بازیک، سرپانتینیت است و دیرینگی آن به دوران کرتاسه بالایی می‌رسد. در این اندیس، پاراژنز‌های پیریت یافت می‌شوند.